# 夜宵磨
《夜宵磨》（英語：Midnight Munchies）是香港電視廣播有限公司介紹消夜美食的飲食節目。
第一輯共15集，由江欣燕、范振鋒及周國賢擔任主持，於2012年8月26日起香港時間逢星期日23:00-23:30在翡翠台及高清翡翠台同步播出，及於MyTV提供網上節目重溫（集數上傳後兩個月後會刪除）。
第二輯共13集，由江欣燕、范振鋒及王梓軒擔任主持，於2013年4月7日起香港時間逢星期日23:00-23:30在翡翠台及高清翡翠台同步播出，及於MyTV提供網上節目重溫（集數上傳後兩個月後會刪除）。
第三輯共31集，由江欣燕、范振鋒及樂瞳擔任主持，於2015年7月25日起香港時間逢星期六22:30-23:00在翡翠台及高清翡翠台同步播出（2016年3月19日起只在翡翠台播出），及於MyTV提供網上節目重溫（集數上傳後兩個月後會刪除）。

## 節目簡介
夜宵文化於香港越來越普遍，其實夜宵並未只為果腹，於該時段其實亦可相約一大班知己聚會，互相談天說地，與好友消磨一個晚上，享受歡樂悠閒的時間。《夜宵磨》每集也會請來嘉賓，各自尋找自己的朋友相約一起，在講求氣氛與觸覺下，結合食物與生活，強調夜宵帶來的生活、感覺及經歷！嘉賓們邀請朋友出席，而朋友亦邀請另一夥朋友出席，務求組成最強大最感覺強烈的夜宵團，一起消磨整個夜宵時段！

## 每集內容／嘉賓

### 第一輯
| 集數 | 播映日期 | 主題                   | 嘉賓                                                    |
| 01   | 8月26日  | 開展夜宵之旅           | 徐榮、簡慕華、趙永洪、吳國敬、漢洋、HotCha、C君、李幸倪 |
| 02   | 9月9日   | 另類夜宵享受           | 阮兆祥、梅小惠                                          |
| 03   | 9月16日  | 嚐夜宵，談往昔         | 林曉峰、李思欣、楊秀惠、周家蔚                          |
| 04   | 9月23日  | 找尋夜宵秘密基地       | 鄭融、莊冬昕、關心妍、藍奕邦                            |
| 05   | 9月30日  | 月光下的夜宵           | 陳偉霆、藍奕邦、林二汶                                  |
| 06   | 10月7日  | 任性衝動的夜宵         | 陳偉霆、洪卓立、羅力威                                  |
| 07   | 10月14日 | 夜宵見證成長           | 林盛斌、黎國輝、林建明、陳偉霆、洪卓立                  |
| 08   | 10月21日 | 夜宵體現香港人精神     | 梁嘉琪、李漫芬、陳偉霆、糖兄妹、安德尊、喬寶寶          |
| 09   | 10月28日 | 從日程擠出時間享受夜宵 | 黎耀祥、KellyJackie、區文詩                             |
| 10   | 11月4日  | 尋對「夜宵腳」享受一晚 | 方伊琪、曾航生、MC Jin、陳國峰、關心妍、陳僖儀          |
| 11   | 11月11日 | 「夜蒲蘭桂坊」         | 胡琳、蘇民峰                                            |
| 12   | 11月18日 | 環球夜宵菜式           | 李思欣、莊思敏、吳業坤、謝東閔                          |
| 13   | 11月25日 | 隱世夜宵角落           | 曾華倩、高海寧、馬賽                                    |
| 14   | 12月2日  | 吃出「用心」的味道     | 鄧梓峰、張美妮、戚美珍、賈思樂                          |
| 15   | 12月9日  | 捉緊夜宵時機           | 吳啟華、陳奐仁、滕麗名                                  |

### 第二輯
| 集數 | 播映日期 | 主題                 | 嘉賓                                 |
| 01   | 4月7日   | 與新夜宵腳分享美食   | 林子善、劉威煌                       |
| 02   | 4月14日  | 愛傳統？愛新鮮？     | 麥長青、陳明恩、小寶                 |
| 03   | 4月21日  | C AllStar兄弟情      | C AllStar                            |
| 04   | 4月28日  | 隱密‧空間            | 胡諾言、胡鴻鈞、馮允謙               |
| 05   | 5月5日   | 海‧味                | 鄭融、Hotcha、賈思樂、露雲娜         |
| 06   | 5月12日  | 港式地道夜宵         | 安德尊、吳彤                         |
| 07   | 5月19日  | 夜宵「食平D」        | 樂瞳、李璧琦                         |
| 08   | 5月26日  | 夜宵喚起美好外遊記憶 | 張名雅、黃心穎、區文詩、小肥         |
| 09   | 6月2日   | 把握時機吃最當造的   | 曾航生、蘇珊、黑妹                   |
| 10   | 6月9日   | 與「筍盤」掃街大行動 | 陳智燊、陳展鵬                       |
| 11   | 6月16日  | 「招牌」最重要       | 狄易達、蔚雨芯、劉彩玉、祝文君       |
| 12   | 6月23日  | 男女有別             | 姚子羚、陳琪、許廷鏗、吳若希、鄧健泓 |
| 13   | 6月30日  | 「王子」的感恩夜宵宴 | 薛家燕、石祐珊、李思欣               |

### 第三輯
| 集數 | 播映日期 | 嘉賓                                              |
| 01   | 7月25日  | 沈震軒、陳自瑤、洪卓立、馮允謙、梁嘉琪、黃智雯    |
| 02   | 8月8日   | 雨僑、羅孝勇、黃曉明、麥美恩                      |
| 03   | 8月15日  | 湯寶如、曾航生、姚浩政                            |
| 04   | 8月29日  | 陳柏宇、林奕匡、楊明、張美妮、鄭敬基              |
| 05   | 9月5日   | 林穎彤、張名雅、沈卓盈、陳庭欣                    |
| 06   | 9月12日  | 周國賢、Super Girls、林秀怡、楊潮凱               |
| 07   | 9月19日  | 杜大偉、張本立、許靖韻、鍾舒漫                    |
| 08   | 10月10日 | 王梓軒、陳奐仁、農夫、周奕瑋、許文軒              |
| 09   | 10月17日 | 黃心穎、李佳芯、泳兒、陳凱彤、呂珊、麥玲玲        |
| 10   | 10月24日 | 漢洋、譚嘉荃、楊詩敏、泰臣、姚安娜、李健達        |
| 11   | 10月31日 | 岑麗香、高海寧、吳國敬、莫鎮賢、張子、KellyJackie |
| 12   | 11月28日 | 戴蘊慧、胡渭康、梁烈唯、陳國峰、楊秀惠、王子涵    |
| 13   | 12月19日 | 吳燕珊、吳燕菁、呂慧儀、黃文迪                    |
| 14   | 12月26日 | 吳若希、胡鴻鈞、容羨媛、林子博                    |
| 15   | 1月2日   | 張秀文、張致恆、梁雨恩、謝雪心                    |
| 16   | 1月9日   | 宋熙年、岑杏賢、糖妹、周志康、許家傑、王鎮泉      |
| 17   | 1月23日  | 彭慧中、朱敏瀚、張崇基、張崇德、JW、小胡          |
| 18   | 1月30日  | 莊思敏、莊思明、溫家偉、黃建東、吳業坤、彭永琛    |
| 19   | 2月6日   | 陳凱琳、陳山聰、劉佩玥、趙希洛、李霖恩、鄧永健    |
| 20   | 3月19日  | 黎諾懿、徐榮、羅鈞滿、林師傑、甄澤權              |
| 21   | 3月26日  | 林盛斌、譚玉瑛、蓋世寶                            |
| 22   | 4月30日  | 蔣怡、譚凱琪、袁偉豪、張振朗、何君誠              |
| 23   | 5月14日  | 韋綺姍、李國祥、李紫昕、葉文輝、BOP               |
| 24   | 5月21日  | 鄭俊弘、魏焌皓、朱智賢、張紋嘉、張惠雅            |
| 25   | 9月10日  | 阮兆祥、李思欣、岑日珈、黎曉陽、鄧小巧            |
| 26   | 9月17日  | C AllStar、楊崢、吳幸美、沈穎婷                   |
| 27   | 10月8日  | 吳家樂、吳海堂、可嵐、羅浩銘                      |
| 28   | 10月22日 | 李逸朗、梁梓禧、唐韋琪、蔡子健、林欣彤、羅力威    |
| 29   | 11月5日  | 翟威廉、鄭世豪、麥玲玲、呂珊、歐陽德勛、蔡立兒    |
| 30   | 11月12日 | 張景淳、賴慰玲、李天翔、周寶霖、陸詩韻、李思雅    |
| 31   | 6月25日  | 劉曉彤、黃泆潼、王梓軒、莊思明、周志康、張本立    |

## 節目調動
- 2012年9月2日：由於22:05至23:45播出《慧妍愛心傾城30年》，當日暫停播映。
- 第三輯原定2015年7月18日首播，但由於當日19:30直播的《屈臣氏FIVB世界女排大獎賽 – 香港2015》超時，因此要順延至7月25日首播。
- 2015年8月1日：由於21:30-23:30播映劇集《風雲天地》兩小時大結局，當日暫停播映。
- 2015年8月22日：由於22:30-23:30播出《2015香港小姐首回戰》，當日暫停播映。
- 2015年9月26日：由於20:30-23:00直播《星光熠熠耀保良》，當日暫停播映。
- 2015年10月3日：由於22:30-23:00播出《邵逸夫獎2015頒獎典禮》，當日暫停播映。
- 2015年11月7日：由於22:30-23:00直播特備新聞節目《習馬會》，當日原定當日播出的第12集被臨時抽起，並順延至2016年1月9日播映。
- 2015年11月14日：由於22:30-23:00播出《舞台下的龍劍笙》，當日暫停播映。
- 2015年11月21日：由於21:30-23:30直播《2015勁歌金曲優秀選第二回》，當日暫停播映。
- 2015年12月5日：由於20:30-23:30直播《歡樂滿東華2015》，當日暫停播映。
- 2015年12月12日：由於22:30-23:30播出《第10屆愛心獎頒獎禮》，當日暫停播映。
- 2016年1月16日：由於20:45-22:10直播《2015年度TVB8金曲榜頒獎典禮》，劇集《無心法師》第19集改為22:10-23:05播出，當日暫停播映。
- 2016年2月13日：由於22:30-23:30播出《福星澳遊耀新歲》，當日暫停播映。
- 2016年2月20日及27日：由於22:30-23:00播出《社企打工王》，當日暫停播映。
- 2016年3月5日：由於22:30-23:30播出《舞台上的才子佳人》，當日暫停播映。
- 2016年3月12日：由於22:30-23:00播出《平安邁向20年》，當日暫停播映。
- 2016年4月2日：由於22:30-23:00播出《大愛無疆》，當日暫停播映。
- 2016年4月9日：由於21:30-23:30播出《EU超時任務》兩小時大結局，當日暫停播映。
- 2016年4月16日：由於22:00-23:30播出《IFPI香港唱片銷量大獎2015頒獎典禮》，當日暫停播映。
- 2016年4月23日：由於22:30-23:00播出《樂韻警聲為公益》，當日暫停播映。
- 2016年5月7日：由於22:30-23:15播出《2015香港藝術發展獎頒獎禮》，當日暫停播映。
- 2016年5月21日：由於21:30-23:00直播《2016勁歌金曲優秀選第一回》，當日改為23:00-23:30播出。
- 2016年9月24日：由於20:00-22:00直播《善心滿載仁愛堂》，劇集《律政強人》第6集改為22:00-23:00播出，當日暫停播映。
- 2016年10月1日：由於22:30-23:00播出《邵逸夫獎2016頒獎典禮》，當日暫停播映。
- 2016年10月15日：由於20:30-23:00直播《星光熠熠耀保良》，當日暫停播映。
- 2016年10月29日：由於20:00-22:00播出《星和無綫電視大獎2016》，劇集《來自喵喵星的妳》第13集改為22:00-23:00播出，當日暫停播映。

## 外部連結
- 無綫電視節目網頁 - 夜宵磨（第一輯） （页面存档备份，存于）
- 無綫電視節目網頁 - 夜宵磨（第二輯） （页面存档备份，存于）
- 無綫電視節目網頁 - 夜宵磨（第三輯） （页面存档备份，存于）